# Olympische Winterspiele 2014/Teilnehmer (Spanien)
| Gelbes Symbol für Goldmedaillen mit stilisierten Olympischen Ringen | Graues Symbol für Silbermedaillen mit stilisierten Olympischen Ringen | Braundes Symbol für Bronzemedaillen mit stilisierten Olympischen Ringen |
| ------------------------------------------------------------------- | --------------------------------------------------------------------- | ----------------------------------------------------------------------- |
| —                                                                   | —                                                                     | —                                                                       |

Spanien nahm an den Olympischen Winterspielen 2014 in Sotschi mit zwanzig Athleten in sieben Sportarten teil. Fahnenträger der spanischen Delegation bei der Eröffnungszeremonie war Javier Fernández.

## Sportarten

### Biathlon
| Sportler        | Disziplin  | Zeit        | Fehler      | Rang |
| --------------- | ---------- | ----------- | ----------- | ---- |
| Frauen          |            |             |             |      |
| Victoria Padial | Einzel     | 50:48,5 min | 3 (1+0+1+1) | 54   |
| Victoria Padial | Sprint     | 23:21,5 min | 1 (0+1)     | 52   |
| Victoria Padial | Verfolgung | 34:30,3 min | 2 (1+0+0+1) | 46   |
| Männer          |            |             |             |      |
| Victor Lobo     | Einzel     | 57:22,8 min | 3 (0+2+0+1) | 72   |
| Victor Lobo     | Sprint     | 28:53,3 min | 4 (4+0)     | 84   |

### Eiskunstlauf
| Sportler                | Disziplin | Kurzprogramm | Kurzprogramm | Kür    | Kür  | Gesamt | Gesamt |
| Sportler                | Disziplin | Punkte       | Rang         | Punkte | Rang | Punkte | Rang   |
| ----------------------- | --------- | ------------ | ------------ | ------ | ---- | ------ | ------ |
| Männer                  |           |              |              |        |      |        |        |
| Javier Fernández        | Einzel    | 86,98        | 03           | 166,94 | 05   | 253,92 | 04     |
| Javier Raya             | Einzel    | 59,76        | 25           | DNQ    | DNQ  | 059,76 | 25     |
| Mixed                   |           |              |              |        |      |        |        |
| Sara Hurtado Adrià Díaz | Eistanz   | 58,58        | 12           | 088,39 | 13   | 146,97 | 13     |

### Freestyle-Skiing
| Sportler        | Disziplin | Qualifikation | Qualifikation | Qualifikation | Qualifikation | Finale | Finale | Finale | Finale |
| Sportler        | Disziplin | Lauf 1        | Lauf 2        | Punkte        | Rang          | Lauf 1 | Lauf 2 | Punkte | Rang   |
| --------------- | --------- | ------------- | ------------- | ------------- | ------------- | ------ | ------ | ------ | ------ |
| Frauen          |           |               |               |               |               |        |        |        |        |
| Katia Griffiths | Halfpipe  | 54,40         | 56,60         | 56,60         | 16            | DNQ    | DNQ    | DNQ    | DNQ    |

### Skeleton
| Sportler        | Disziplin | Lauf 1  | Lauf 1 | Lauf 2  | Lauf 2 | Lauf 3  | Lauf 3 | Lauf 4 | Lauf 4 | Gesamt      | Gesamt |
| Sportler        | Disziplin | Zeit    | Rang   | Zeit    | Rang   | Zeit    | Rang   | Zeit   | Rang   | Zeit        | Rang   |
| --------------- | --------- | ------- | ------ | ------- | ------ | ------- | ------ | ------ | ------ | ----------- | ------ |
| Männer          |           |         |        |         |        |         |        |        |        |             |        |
| Ander Mirambell | Einzel    | 58,58 s | 26     | 58,72 s | 26     | 58,80 s | 26     | DNQ    | DNQ    | 2:56,10 min | 26     |

### Ski Alpin
| Sportler               | Disziplin          | Lauf 1      | Lauf 1 | Lauf 2      | Lauf 2 | Gesamt      | Gesamt |
| Sportler               | Disziplin          | Zeit        | Rang   | Zeit        | Rang   | Zeit        | Rang   |
| ---------------------- | ------------------ | ----------- | ------ | ----------- | ------ | ----------- | ------ |
| Frauen                 |                    |             |        |             |        |             |        |
| Carolina Ruiz Castillo | Abfahrt            | –           | –      | –           | –      | DNF         | DNF    |
| Carolina Ruiz Castillo | Super G            | –           | –      | –           | –      | DNF         | DNF    |
| Männer                 |                    |             |        |             |        |             |        |
| Pol Carreras           | Riesenslalom       | DNF         | DNF    | DNQ         | DNQ    | DNF         | DNF    |
| Pol Carreras           | Slalom             | DNF         | DNF    | DNQ         | DNQ    | DNF         | DNF    |
| Paul de la Cuesta      | Abfahrt            | –           | –      | –           | –      | 2:09,46 min | 28     |
| Paul de la Cuesta      | Alpine Kombination | 1:56,22 min | 26     | 0:55,84 min | 23     | 2:52,06 min | 22     |
| Paul de la Cuesta      | Riesenslalom       | 1:27,13 min | 45     | 1:26,13 min | 33     | 2:53,26 min | 36     |
| Paul de la Cuesta      | Super G            | –           | –      | –           | –      | DNF         | DNF    |
| Alex Puente Tasias     | Riesenslalom       | DNF         | DNF    | DNQ         | DNQ    | DNF         | DNF    |
| Alex Puente Tasias     | Slalom             | 0:53,73 min | 48     | 1:05,72 min | 32     | 1:59,45 min | 32     |
| Ferrán Terra           | Abfahrt            | –           | –      | –           | –      | 2:11,43 min | 34     |
| Ferrán Terra           | Alpine Kombination | 1:57,23 min | 34     | 0:56,31 min | 26     | 2:53,54 min | 25     |
| Ferrán Terra           | Riesenslalom       | DNF         | DNF    | DNQ         | DNQ    | DNF         | DNF    |
| Ferrán Terra           | Super G            | –           | –      | –           | –      | DSQ         | DSQ    |

### Skilanglauf
| Sportler         | Disziplin       | Zeit        | Rückstand   | Rang |
| ---------------- | --------------- | ----------- | ----------- | ---- |
| Frauen           |                 |             |             |      |
| Laura Orgué      | 10 km klassisch | 30:48,0 min | +2:30,2 min | 28   |
| Laura Orgué      | 15 km Skiathlon | 40:46,5 min | +2:12,9 min | 25   |
| Laura Orgué      | 30 km Freistil  | 1:12:37,3 h | +1:32,1 min | 10   |
| Männer           |                 |             |             |      |
| Javier Gutiérrez | 15 km klassisch | 43:43,9 min | +5:14,2 min | 63   |
| Javier Gutiérrez | 30 km Skiathlon | 1:16:01,0 h | +7:45,6 min | 58   |
| Javier Gutiérrez | 50 km Freistil  | 1:53:02,5 h | +6:07,3 min | 47   |
| Imanol Rojo      | 15 km klassisch | 42:45,4 min | +4:15,7 min | 50   |
| Imanol Rojo      | 30 km Skiathlon | 1:13:40,5 h | +5:25,0 min | 50   |
| Imanol Rojo      | 50 km Freistil  | 1:49:21,9 h | +2:26,7 min | 33   |

| Sportler    | Disziplin | Qualifikation | Qualifikation | Achtelfinale | Achtelfinale | Halbfinale | Halbfinale | Finale | Finale |
| Sportler    | Disziplin | Zeit          | Rang          | Zeit         | Rang         | Zeit       | Rang       | Zeit   | Rang   |
| ----------- | --------- | ------------- | ------------- | ------------ | ------------ | ---------- | ---------- | ------ | ------ |
| Imanol Rojo | Sprint    | 3:48,44 min   | 60            | DNQ          | DNQ          | DNQ        | DNQ        | DNQ    | DNQ    |

### Snowboard
| Sportler          | Disziplin | Qualifikation | Qualifikation | Qualifikation | Qualifikation | Finale | Finale | Finale | Finale |
| Sportler          | Disziplin | Lauf 1        | Lauf 2        | Punkte        | Rang          | Lauf 1 | Lauf 2 | Punkte | Rang   |
| ----------------- | --------- | ------------- | ------------- | ------------- | ------------- | ------ | ------ | ------ | ------ |
| Frauen            |           |               |               |               |               |        |        |        |        |
| Queralt Castellet | Halfpipe  | 93,25         | 52,00         | 93,25         | 2             | 61,75  | 55,25  | 61,75  | 11     |

| Sportler         | Disziplin       | 1/16-Finale | Achtelfinale | Halbfinale | Final A/B | Rang |
| ---------------- | --------------- | ----------- | ------------ | ---------- | --------- | ---- |
| Männer           |                 |             |              |            |           |      |
| Lucas Eguibar    | Snowboard cross | 1           | 1            | DSQ        | 1         | 07   |
| Regino Hernández | Snowboard cross | 2           | DNF          | DNQ        | DNQ       | 21   |
| Laro Herrero     | Snowboard cross | 5           | DNQ          | DNQ        | DNQ       | 33   |